# 坪洲中元建醮

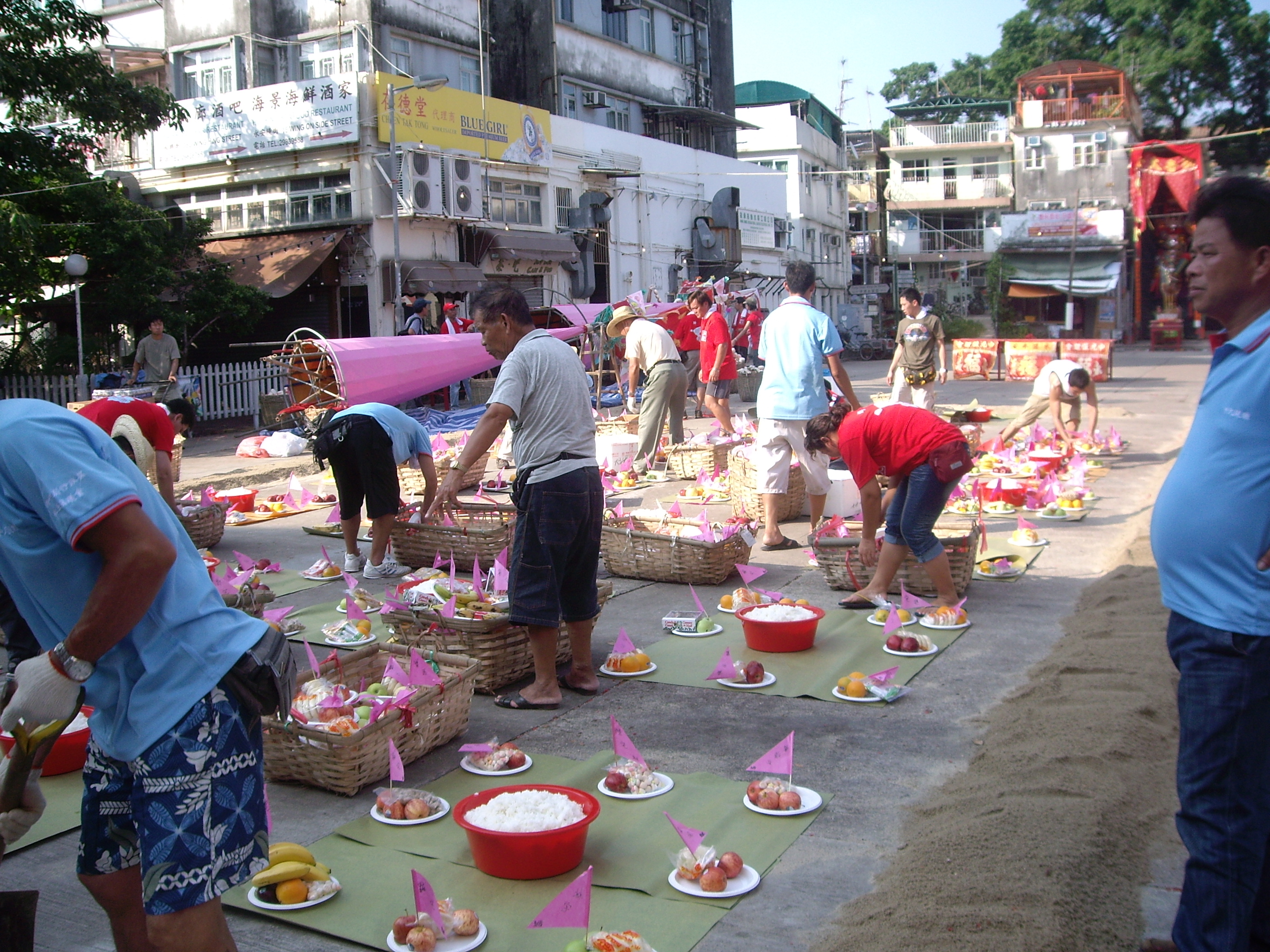
坪洲中元建醮中的擺天席施食

坪洲中元建醮是香港坪洲海陸豐民系於中元節舉行的醮會，醮壇的主要祭幽對象都是災難遊魂之類，據當地父老相傳，於百多年前發生一場嚴重傳染疫症，死亡眾多，在那絕望時刻由一群父老誠心懇求天后娘娘保佑，相傳他們得天后娘娘啟示，要在每年中元正日農曆七月十五日祭幽超渡，祈福消災，自功德法事 完結後災難消失，困境解除，自此風調雨順，水陸居民平安作業，及後年年舉辦從沒間斷，薪火相傳，時至今日已成為坪洲一年一度的重 要節日。  舉行日期為每年農曆七月十二至十五日，長達4日。
中元建醮與盂蘭勝會性質相近，同樣祭幽對象都是災難遊魂之類。
坪洲中元建醮的重頭戲分別於七月十四日及十五日, 七月十四晚上有"恭迎聖駕"儀式。十五日早上十時至中午十二時有走午朝，下午二時有「走龍船」，由道士唸經及做出傳統儀式，意義上灌醉大士公，及後由坪洲街坊男丁提起紙造龍船，船上載著紙紮鬼王，由天后宮廣場醮壇作起點，由多名街坊接力及多名街坊在後提著旗幟緊隨，一直跑至東灣然後放到水中,寓意送走鬼王；其後亦有放水陸、天席等儀式, 待天席結束後居民便紛紛爭奪祭品，即搶孤，最後便會把大士公火化。七月十六早上會跌杯選新一屆總理。

## 活動
- 開壇
- 唸經
- 恭迎聖駕
- 製作包山架
- 走午朝
- 派福袋
- 穿平安包
- 走龍船
- 放水陸
- 擺盞（天席）
- 搶孤（爭奪祭品，俗稱「擁嘢」）

## 流程
七月十二日
- 起醮、退土、請神、大士公開光

七月十三日
- 走火把

七月十四日
- 恭迎聖駕

七月十五日
- 走午朝、走龍船、放水陸燈、擺包山、天席、搶孤

## 外部連結
- 坪洲悅龍聖苑盂蘭佛船水幽 （页面存档备份，存于）
  - 燃燒祭品所產生之濃煙、污染見1分42秒－50秒